# Calingasta

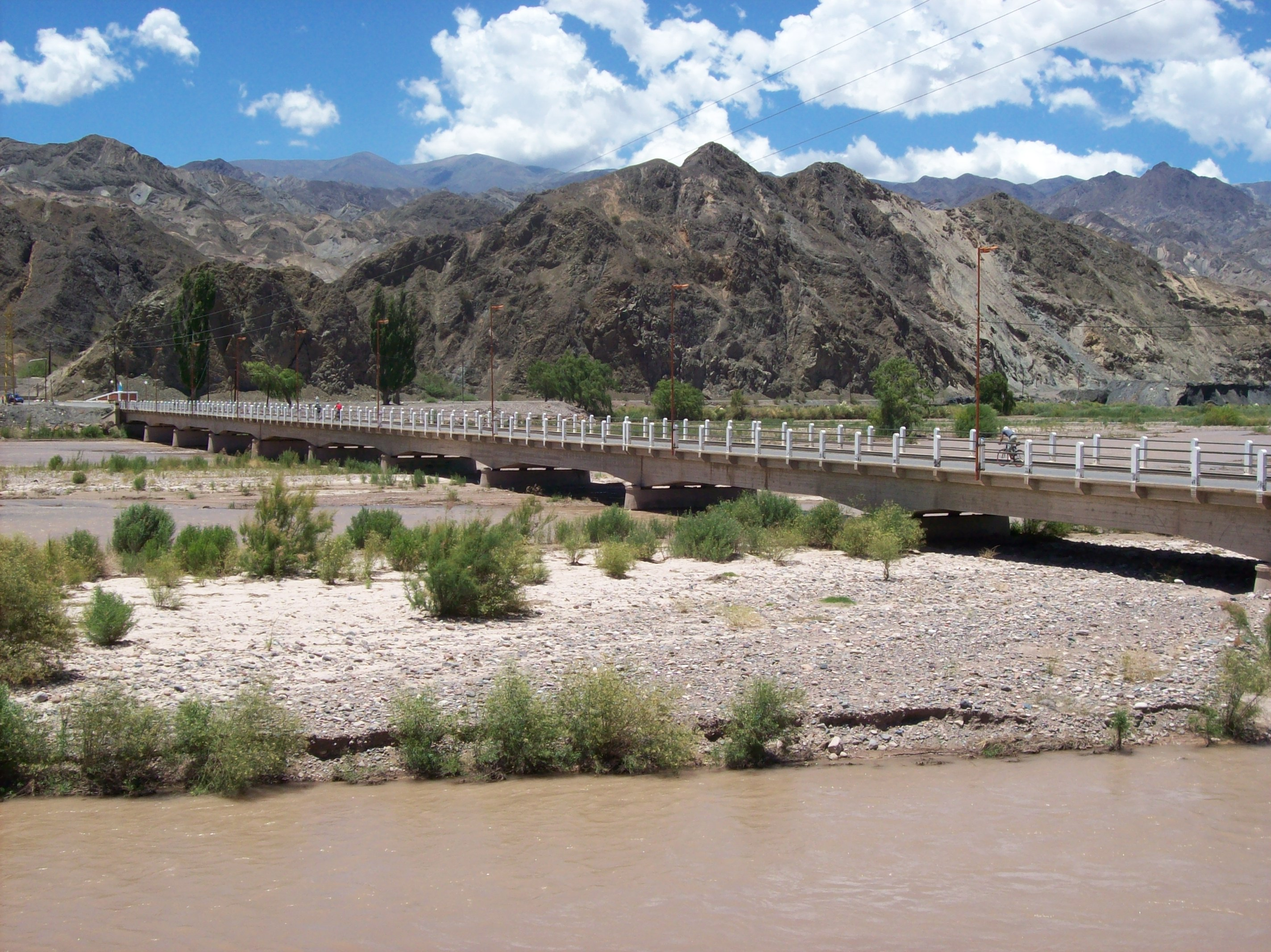
Puente de ingreso a Calingasta sobre el río de los Patos.

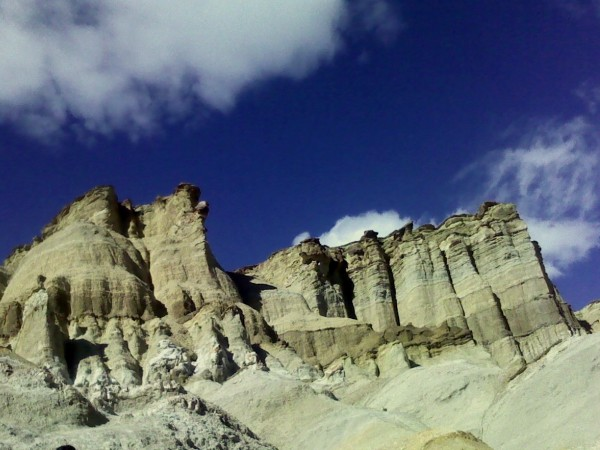
El Alcázar, curiosa formación rocosa en las cercanías de Calingasta.

Calingasta (también conocida como Villa Calingasta) es una localidad argentina, ubicada en el centro este del departamento homónimo, al sudoeste provincia de San Juan.
Emplazada en la margen izquierda del Río de los Patos, cerca del nacimiento del río San Juan, Calingasta es núcleo de una zona agrícola, minera y turística por excelencia de dicha provincia.

## Población
Cuenta con 2039 habitantes (Indec, 2010), lo que representa un incremento del 3,7% frente a los 1966 habitantes (Indec, 2001) del censo anterior.

## Toponimia
La denominación de Calingasta, responde a Calin, posiblemente el nombre de un jefe o cacique, y gasta, población o nación (como en Antofagasta), con lo que conformamos que era el pueblo de Calin.

## Accesos
Se accede desde la Ciudad de San Juan por Ruta Nacional 40, Ruta Provincial 436 y luego por la ruta nacional 149 y desde Mendoza por la Ruta Nacional 149.

## Sismicidad
La sismicidad del área de Cuyo (centro oeste de Argentina) es frecuente y de intensidad baja, y un silencio sísmico de terremotos medios a graves cada 20 años en distintas áreas aleatorias.
Terremoto de Caucete 1977el 23 de noviembre de 1977, la región fue asolada por un terremoto y que dejó como saldo lamentable algunas víctimas, y un porcentaje importante de daños materiales en edificaciones.
Sismo de 1861aunque dicha actividad geológica ocurre desde épocas prehistóricas, el terremoto del 20 de marzo de 1861 señaló un hito importante dentro de la historia de eventos sísmicos argentinos ya que fue el más fuerte registrado y documentado en el país. A partir del mismo la política de los sucesivos gobiernos mendocinos y municipales han ido extremando cuidados y restringiendo los códigos de construcción. Y con el terremoto de San Juan de 1944 del 15 de enero de 1944 (81 años) el gobierno sanjuanino tomó estado de la enorme gravedad sísmica de la región.
El Día de la Defensa Civil fue asignado por un decreto recordando el sismo que destruyó la ciudad de Caucete el 23 de noviembre de 1977, con más de 40.000 víctimas sin hogar. No quedaron registros de fallas en tierra, y lo más notable efecto del terremoto fue la extensa área de licuefacción (posiblemente miles de km²).
El efecto más dramático de la licuefacción se observó en la ciudad, a 70 km del epicentro: se vieron grandes cantidades de arena en las fisuras de hasta 1 m de ancho y más de 2 m de profundidad. En algunas de las casas sobre esas fisuras, el terreno quedó cubierto de más de 1 dm de arena.

## Sitios de interés
- Museo arqueológico

Fue inaugurado en el año 2002, y tiene en exhibición elementos arqueológicos y antropológicos. Hay una momia cuya antigüedad es mayor de 500 años, también hay cestería, cuchillos de piedra, vasijas y tejidos.
- Museo Cora Esquivel

Fue inaugurado en el año 1975, y se especializa en arte, historia regional y ciencias sociales. Se exhiben elementos que usaban los habitantes y hay fotos antiguas.
- Capilla de Catalve

Fue construida en el año 1739 y está hecha con muros de adobe sobre cimientos de piedra, tiene una nave rectangular y un pórtico de 3 arcos. Se encuentran objetos de la época de los aborígenes.

## Parroquias de la Iglesia católica en Calingasta
| Arquidiócesis | San Juan de Cuyo                                       |
| ------------- | ------------------------------------------------------ |
| Parroquias    | Jesús de la Buena Esperanza, Nuestra Señora del Carmen |